# Lucien van Geffen
Lucien van Geffen (Rotterdam, 20 november 1987) is een Nederlands acteur. Hij is voornamelijk bekend van zijn rol als Fabian Ruitenburg in de jeugdserie Het Huis Anubis, een rol die hij in drie theatershows en de films Het pad der 7 zonden, De Wraak van Arghus en Het Huis Anubis en de terugkeer van Sibuna herhaalde. Van Geffen, Iris Hesseling en Loek Beernink zijn de drie acteurs die het langst in de serie gespeeld hebben.

## Levensloop
Van Geffen groeide op in Rotterdam. Vanaf zijn zevende speelde hij twee jaar bij Jeugdtheater Hofplein.
In 2004 deed Van Geffen auditie bij de Theaterschool Rotterdam en werd toegelaten. In (april) 2005 speelde hij in enkele korte filmpjes mee voor Villa Achterwerk en deed hij auditie voor Het Huis Anubis van Nickelodeon. Hij werd uitgekozen voor de rol van Fabian Ruitenburg. De opnamen startten in april 2006.
In 2007 speelde Van Geffen in de korte films Stop! van Danny Maas en Marechaussee van Ivo Broekhuizen. In 2008 presenteerde hij samen met Elske Verbraak gedurende zes weken het regionale tv-programma Solos TV, uitgezonden op Brabant10 en geproduceerd door Sensus Media.
In 2010 sprak hij de stem in van Suske in de luisterstrip De stuivende stad van Suske en Wiske.
Van Geffen was ook te zien in een videoclip van de zanggroep Djumbo.
Op 6 januari 2018 was Lucien, samen met Loek Beernink, Iris Hesseling, Achmed Akkabi, Vreneli van Helbergen en Sven de Wijn te zien in de throwback aflevering van "Het Huis Anubis".
Vanaf 2012 is hij ook werkzaam bij The Student Hotel.

## Filmografie

### Televisie
- 2006-2009: Het Huis Anubis, als Fabian Ruitenburg

### Film
- 2008: Stop!, als David
- 2008: Anubis en het pad der 7 zonden, als Fabian Ruitenburg
- 2009: Anubis en de wraak van Arghus, als Fabian Ruitenburg
- 2010: Het Huis Anubis en de terugkeer van Sibuna, als Fabian Ruitenburg

### Theater
- 2008-2009: Anubis en de Graal van de Eeuwige Vriendschap, als Fabian Ruitenburg
- 2009-2010: Anubis en de Legende van het Spooktheater, als Fabian Ruitenburg
- 2011-2012: Anubis en het Geheim van de Verloren Ziel, als Fabian Ruitenburg
- 2023: studio100 sing along, als zichzelf/Fabian Ruitenburg